# Sideroxylon contrerasii
Sideroxylon contrerasii là một loài thực vật thuộc họ Sapotaceae. Loài này có ở Costa Rica, Guatemala, México, và Panama.